# Manoe Konings
Mathilda Elisa Hubertina (Manoe) Konings (Maastricht, 10 maart 1961) is een Nederlands klarinettiste. Ze maakt deel uit van het Johann Strauß Orchestra, waar ze behalve klarinet ook saxofoon, doedelzak en gitaar speelt.

## Levensloop

### Jeugd en opleiding
Mathilda Elisa Hubertina is op 10 maart 1961 in Maastricht geboren. Ze groeide op als enig kind in een muzikaal gezin. Vanaf haar zesde jaar begon ze met het bespelen van de Es-klarinet en kreeg ze les van Math Knubben. In die tijd speelde ze bij Harmonie Heer Vooruit.
Na de Havo studeerde ze klarinet en Algemene Muzikale Vorming aan het Maastrichts Conservatorium. Ze voltooide haar studie in 1984.

### Carrière
Midden jaren 1980 trad ze regelmatig als vervangster op bij het Limburgs Symphonie Orkest. Tijdens een project in Berlijn werd ze ontdekt door violist André Rieu, die eveneens in het orkest actief was. Hij vroeg Konings voor zijn nieuw op te richten orkest (het latere Johann Strauß Orchestra). Vanaf 1988 speelt Konings in Rieu's orkest. Naast klarinet speelt ze in het orkest met enige regelmaat ook saxofoon, doedelzak en gitaar.
Eind 1990 vertolkte Konings (klarinet) met onder andere Tonie Ehlen namens het René Gulikers' Ensemble '88 tijdens het evenement 'Vernieuwers van de muziek' in Maastricht een negental composities van Arnold Schönberg, Alban Berg en Anton Webern.
Een jaar later trad ze met klarinet op als soliste in Frühling in Wien, een concert uitgevoerd door Rieu's Johann Strauß Orchestra.
In 2001 werd bij Konings kanker geconstateerd, waar ze volledig van genas. Naar eigen zeggen sleepte de muziek haar door de ziekteperiode heen.
Konings werd in 2019 als topsoliste aangekondigd toen ze als gastartieste optrad in het najaarsconcert van het mandoline-ensemble The Strings.  Ze speelde er onder andere het Konzertstück voor twee klarinetten van Mendelssohn.